# Rudolf Israel
Rudolf Israel (* 13. August 1916; † 1985) war ein Generalmajor im Ministerium für Staatssicherheit (MfS) der Deutschen Demokratischen Republik (DDR). Er war stellvertretender Leiter der Hauptabteilung I (Militärabwehr).

## Leben
Israel erlernte nach dem Besuch der Volksschule den Beruf des Färbers. Nach dem  Zweiten Weltkrieg diente er von 1945 bis 1950 innerhalb der Deutschen Volkspolizei (DVP) bei der Schutzpolizei. Er schloss sich 1946 der  SED an und wechselte 1950 zum neugegründeten MfS. Er begann in der Verwaltung 2000, die für die Überwachung der bewaffneten Organe zuständig war und später zur Hauptabteilung (HA) I (Kontrolle der NVA) des MfS umgebildet wurde. Mit Bildung der Kasernierten Volkspolizei (KVP) 1952 wurde er im Rang eines Oberstleutnants Leiter der Abteilung I / 2 der HA I, die für die Territorialverwaltung Nord der KVP zuständig war. Ab März 1956 war er für den Militärbezirk Nord der NVA verantwortlich. Als Oberst des MfS wurde er am 5. Oktober 1964 mit dem Vaterländischen Verdienstorden in Bronze ausgezeichnet. Von 1967 bis 1981 war er 1. Stellvertreter  des Leiters der Hauptabteilung I. Er wurde am 1. Februar 1980 vom Vorsitzenden des  Nationalen Verteidigungsrates der DDR, Erich Honecker, zum Generalmajor ernannt.
Im Juni 1981 wurde er ebenso wie sein Chef Karl Kleinjung aus dem Dienst entlassen und in den Ruhestand verabschiedet. 